# Angraecum ampullaceum
Angraecum ampullaceum är en orkidéart som beskrevs av Jean Marie Bosser. Angraecum ampullaceum ingår i släktet Angraecum och familjen orkidéer. Inga underarter finns listade i Catalogue of Life.